# Taureau (constellation)
Taurus
Pour les articles homonymes, voir taureau (homonymie).
Le Taureau est une constellation du zodiaque traversée par le Soleil du 14 mai au 22 juin. Dans l'ordre du zodiaque, la constellation se situe entre le Bélier à l'ouest et les Gémeaux à l'est. Le Taureau était l’une des 48 constellations identifiées par Ptolémée.
Le Taureau est également un signe du zodiaque correspondant au secteur de 30° de l'écliptique traversé par le Soleil du  20 avril au 21 mai.

## Nomenclature, histoire et mythologie

### En Mésopotamie
Le Taureau est une création mésopotamienne. Nous lisons en effet dans le premier traité d'astronomie mésopotamienne, découvert à Ninive dans la bibliothèque d'Assurbanipal et datant au plus tard de 627 av. J.-C., soit bien avant les traités grecs, dans les séries MUL.APIN,.

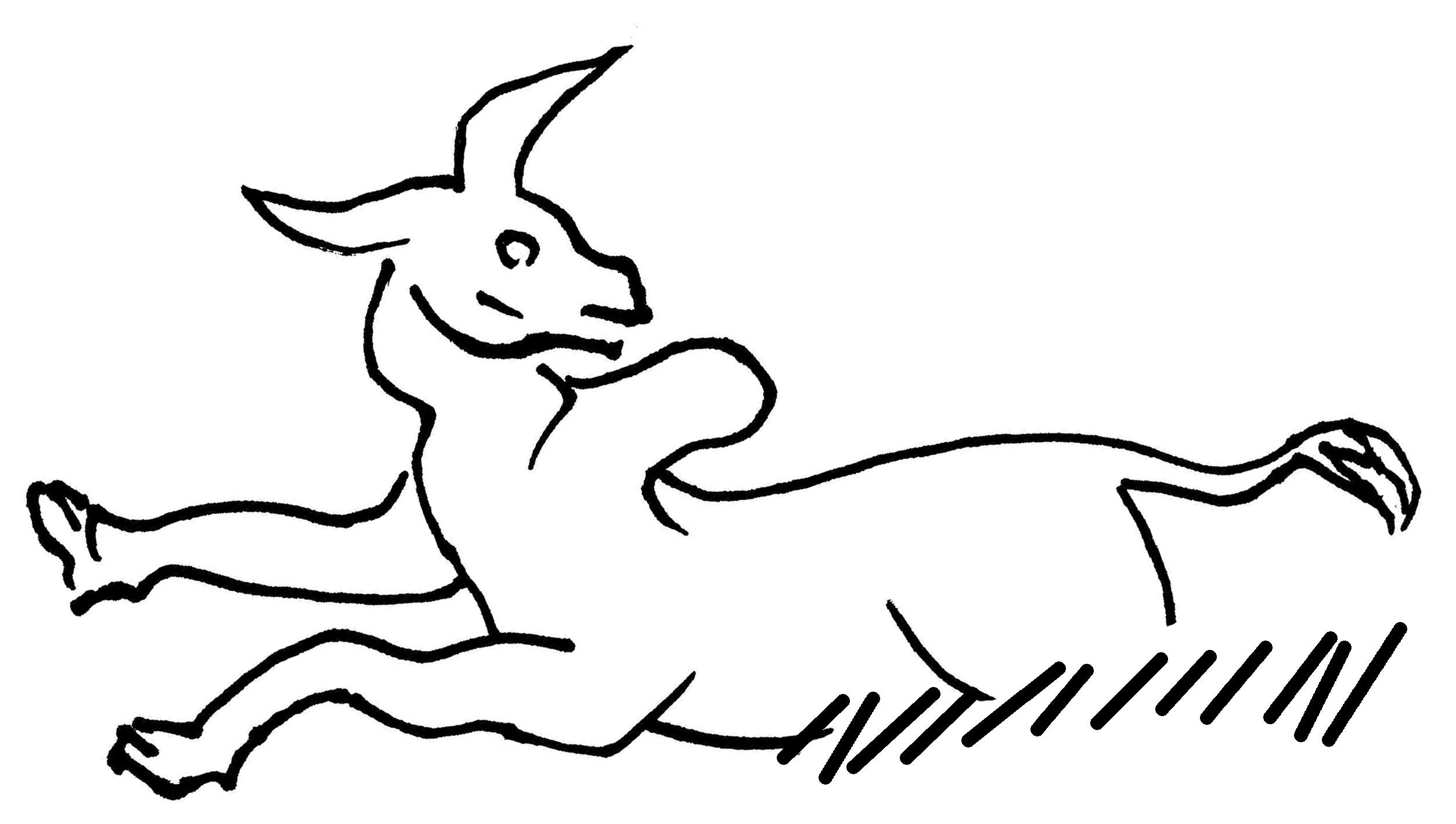
Le Taureau céleste sur une tablette d'époque séleucide.

Ce qui va devenir la constellation de GU4.AN.NA, « le Taureau céleste », prend naissance dans l’étoile Alpha Tauri, au cœur de ce qui très tôt est vue comme Is lê ou « Mâchoire d’Ilû, [le Taureau céleste] »   elle va ensuite englober un astérisme présent dès les premiers textes, à savoir mul.MUL, « l’Astre par excellence », qui correspond à M 45, soit les  Pléiades. La figure qui nous est familière et qui apparaît sous la forme d’un tronc de taureau, intègre aussi l'espace de GIGIR = Narkabtu, « le Chariot »,,. La figure du Taureau mésopotamien  contient donc trois astérismes distincts dans lequel GIGIR = Narkabtu, « le Chariot », reste toutefois secondaire. Parmi eux, le poids de la figure de mul.MUL se fera sentir longtemps puisque dans les horoscopes mésopotamiens, soit à la fin du 1er millénaire, le 2e signe zodiacal s’écrira aussi bien GU4.AN.NA que mul.MUL que de l’un des abréviations de ces deux termes.
Dans l’Épopée de Gilgamesh, récit mythologie qui est une des œuvres les plus anciennes de l’humanité, GU4.AN.NA = Alap šamê, « le Taureau céleste », est envoyé sur terre par AN / Anu, le père des dieux, pour dévaster la ville d’Uruk à la demande de sa fille Ištar, dépitée que Gilgameš, le roi de cette cité, ait pu refuser de façon très méprisante, ses avances amoureuses.

### En Grèce et à Rome

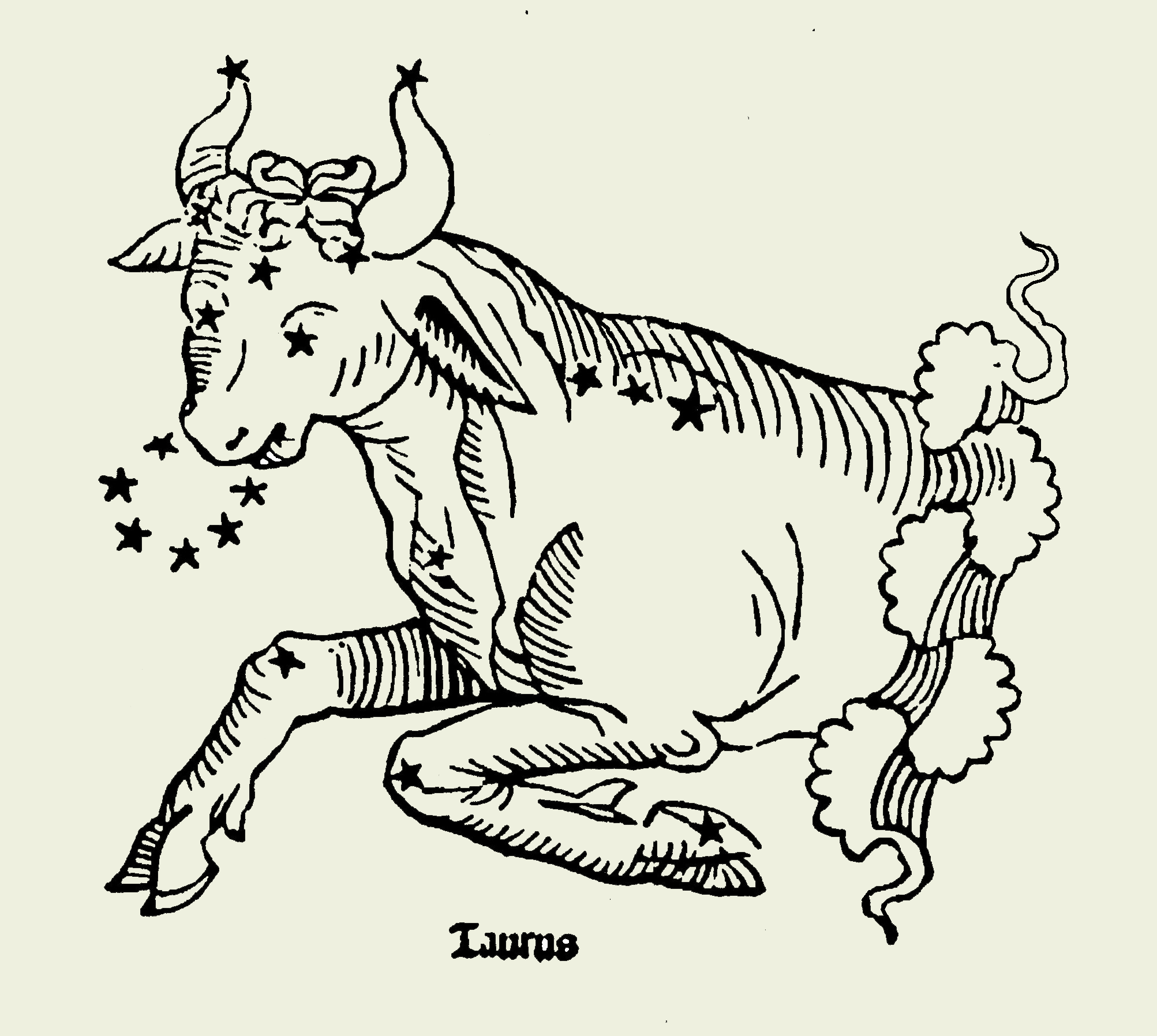
La figure de Taurus dans l’édition de 1482 du Poeticon astronomicon de Hyginus.

Les Grecs héritèrent de façon séparée de la constellation et du mythe. La constellation de Ταύρος est connue au plus tard au Ve siècle av. J.-C. avec Phérécyde de Syros[source insuffisante]. 
Pour Ératosthène, le Taureau pourrait être soit la forme bovine utilisée par Zeus afin de commettre le rapt d’Europe ou le taureau blanc envoyé par Poséidon à Minos. Pour d'autres, il serait le Taureau d'airain (selon les versions, seuls les sabots seraient d'airain ou le corps entier), la gorgone qui inspira le tyran Phalaris pour la construction d'un instrument de torture de même nom, dominé par Jason et qui sera tué plus tard par Thésée à Marathon. D'un autre côté, on trouve un écho du récit de Épopée de Gilgamesh dans l’un des douze travaux demandés par Eurysthée, roi d’Argolide, à d’Héraclès. Le septième d’entre eux consiste en effet à dompter le taureau que le dieu Poséidon a déchaîné pour saccager l’île de Crète afin de punir le roi Minos de ne pas avoir tenu sa promesse de le lui sacrifier un taureau.
Dans l'espace grec Ταύρος, il faut aussi tenir compte de deux astérismes connus, les Hyades et les Pléiades (voir les pages correspondantes).
Les Romains reprirent simplement le grec Ταύρος dont ils firent Taurus à partir ses Aratea, c'est-à-dire la traduction des Φαινόμενα  Phnomènes d'Aratos, à partir de Cicéron.

### Chez les Arabes
Il faut distinguer le ciel traditionnel qui comprend les manāzil al-qamar ou « stations lunaires », et ciel gréco-arabe, c’est-à-dire celui que les astronomes classiques ont repris des Grecs au IXe siècle de notre ère.

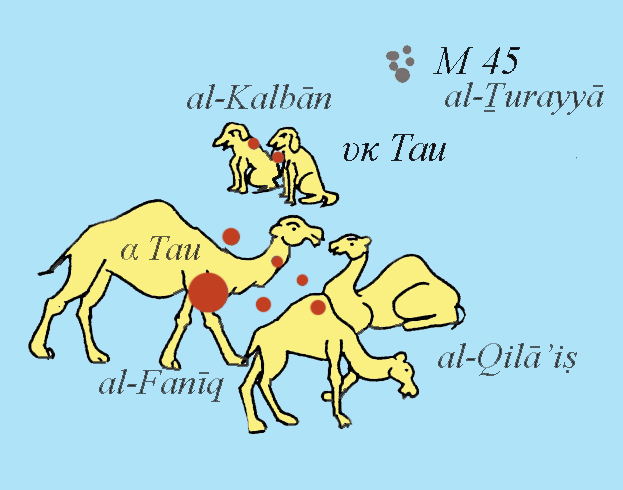
Le groupe الفنيق والقلائص al-Fanīq wa-l-Qilā’iṣ, le « Chameau mâle et les Jeunes Chamelles » dans le ciel arabe traditionnel.

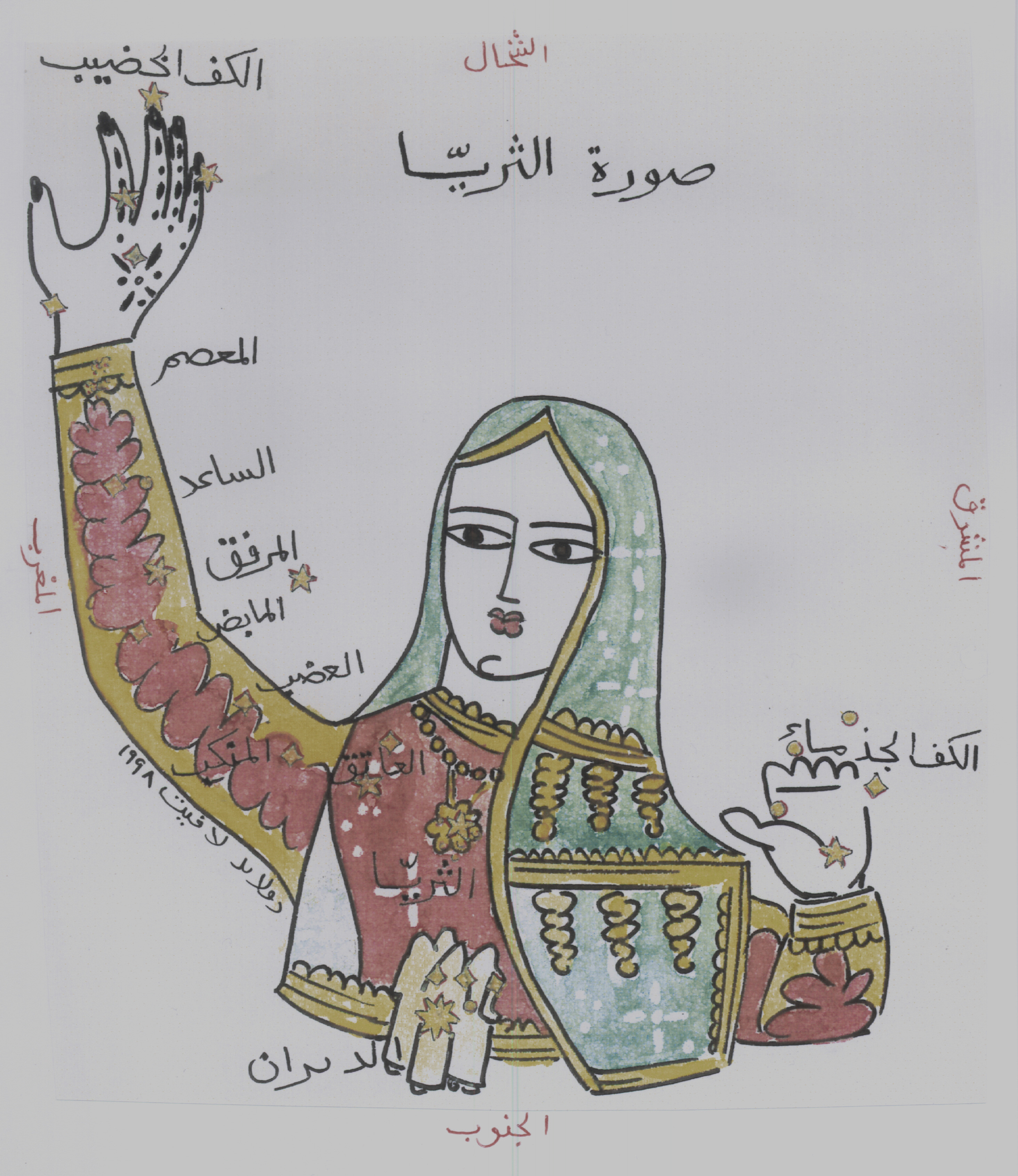
La figure développée de الثريّا al-Ṯurayyā dans le ciel arabe (Dessin de Roland Laffitte, 1998).

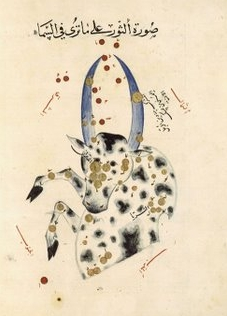
La figure de الثور al-Ṯawr, « le Taureau », dans une édition du traité de ᶜAbd al-Raḥmān al-Ṣūfī du XVe s.

Dans le ciel arabe traditionnel, nous avons deux manāzil al-qamar ou « stations lunaires » dabs l'espace du Taureau gréco-arabe.
Les Arabes héritèrent de la figure babylonienne sous le nom de الثور al-Ṯawr par le canal de l’araméen Ṯawra pour le signe du zodiaque. C’est seulement ensuite qu’ils adoptèrent l’arpentage grec du ciel et connurent la constellation grecque de Ταύρος, à son tour nommée الثور al-Ṯawr.
Les Anciens Arabes plaçaient ainsi sur cet espace la figure d’al-Ṯurayyā, dont le centre est situé sur la IIIe des stations lunaires ou manāzil al-qamar, correspondant aux Pléiades. Par la suite, quand les constellations se formèrent dans le ciel arabe traditionnel, الثريّا al-Ṯurayyā devient une immense figure, intégrant  l'astérisme primitive de la constellation, soit الثريّا al-Ṯurayyā, et sa suivante, الدبران al-Dabarān. La figure se continue dans Persée et coïncide  pour finir avec le W de Cassiopée.
En place des Hyades, ils voyaient par ailleurs une troupe de chameaux, avec الفنيقal-Fanīq, le « Chameau mâle », et القلائص al-Qilā’iṣ, « les Jeunes Chamelles ». La IIIe, qui correspond à l’amas des ‘’Pléiades’’ gréco-latines, soit M 45, est nommée الثريّا al-Ṯurayyā. Quant à la IVe, elle correspond à α Tau, soit l'étoile brillante des Hyades. Son nom, الدبران al-Dabarān, « la Suivante », lui vient du fait qu'elle suit  الثريّا al-Ṯurayyā, dont l'importance vient du fait que cet astérisme à l’allure très caractéristique et bien situé sur l’écliptique dans la Haute Antiquité, marquait chez les Arabes comme chez d’autres peuples, les Mésopotamiens et les Indiens, le début du calendrier.
Quand ils adoptèrent le formatage grec du ciel, les astronomes traducteurs arabes de la Μαθηματική σύνταξις de Ptolémée, à savoir al-Ḥağğāğ b. Maṭar et Isḥāq b. Ḥunayn, n'eurent pas de peine à faire correspondre au nom grec Ταύρος, le nom arabe الثور al-Ṯawr qu'ils possédaient déjà.
Les catalogues internationaux contiennent aujourd'hui des d'étoiles provenant des deux ciels arabes, le traditionnel et le gréco-arabe.

## En Europe
Au Moyen Âge, les clercs latins connaissaient le nom d’Taurus par les encyclopédies et les quelques manuscrits des Aratea, c’est-à-dire les versions latines des Φαινόμενα d’Aratos, à leur disposition, mais ils connurent dès l’an mil le nom arabe de cette figure. C’est ainsi qu’on le trouve Ara Ataur, Altor dans l’Uranometria de Johann Bayer (1603). Le nom figure encore dans plusieurs catalogues jusqu’à ce que la nomenclature approuvée en 1930 par l’Union astronomique internationale (AUAI) ne chasse définitivement les appellations autres que Taurus, à l’exception du grec Ταύρος.

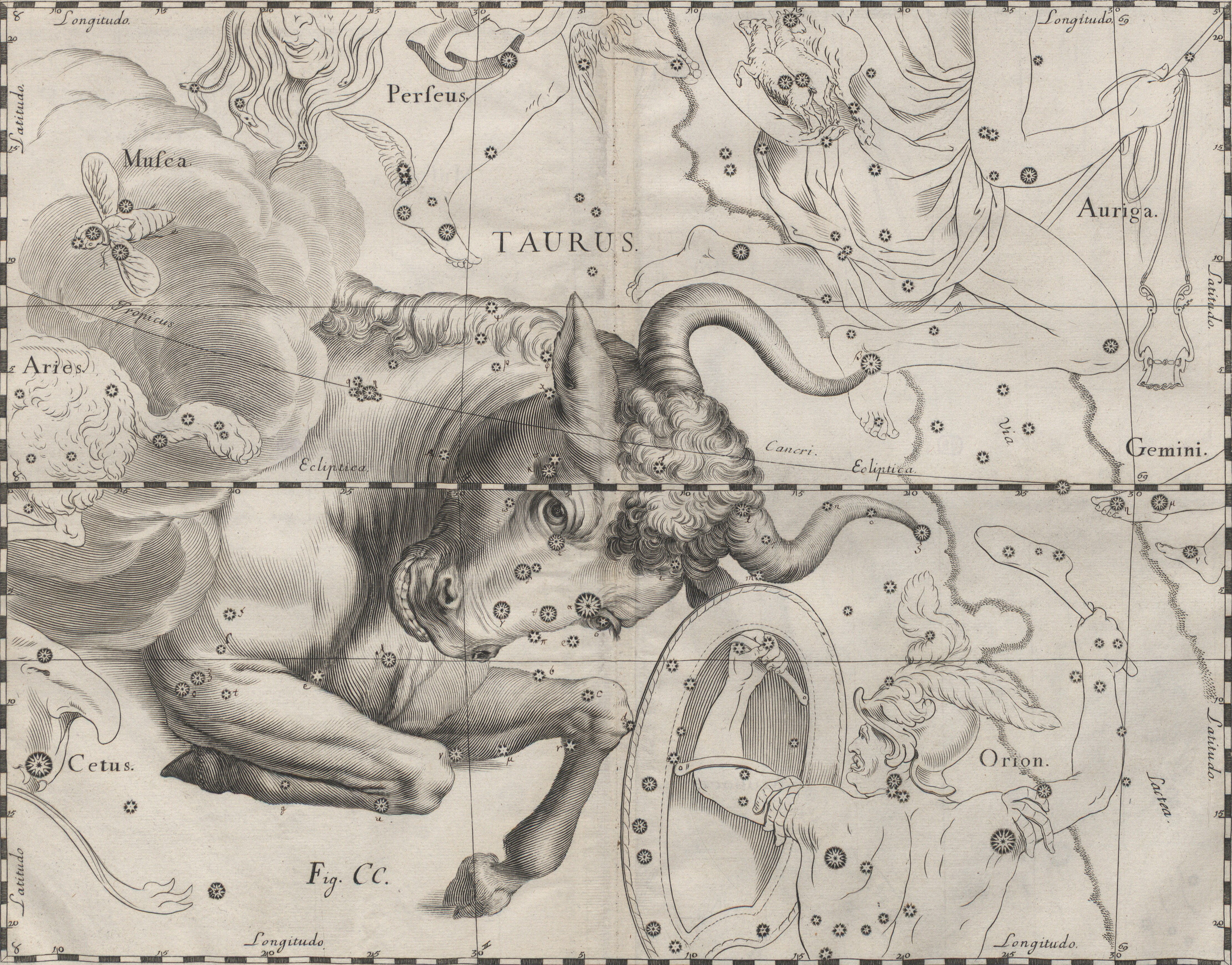
Le Taureau dans lUranographia de Johannes Hevelius.

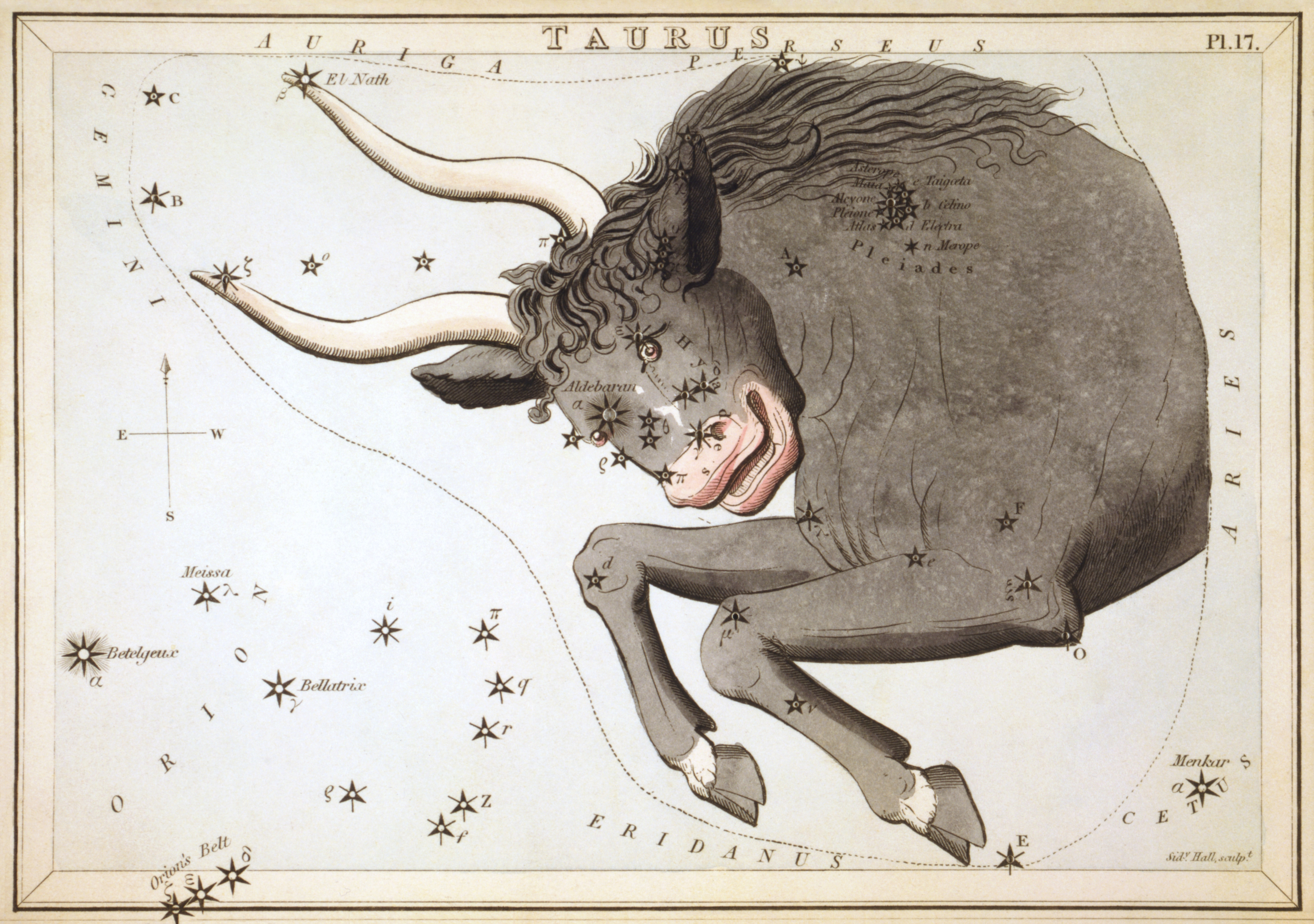
La figure de Taurus dans lUrania's Mirror, 1824.

### En Chine

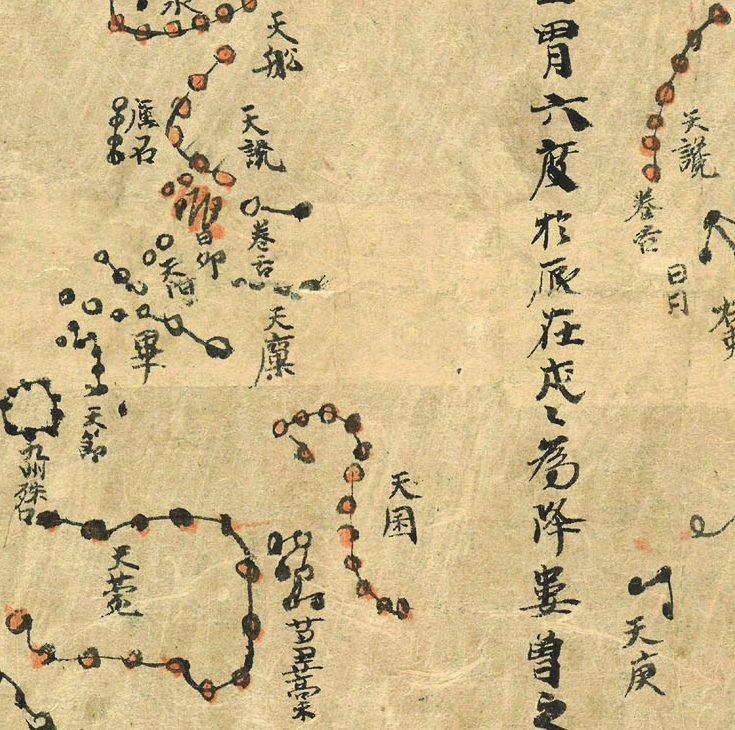
昴 Mǎo, correspondant aux « Pléiades » (en rouge), et 畢 Bì, aux « Hyades » (en blanc) sur la Carte de Dunhuang (ca. 649-684).

L’espace de Taurus est occupé, dans l’astronomie chinoise, par 2 宿 xiù, « astérismes servant de stations lunaires »: le 18e et le 19e, soit 昴 Mǎo, « la Tête chevelue », correspondant aux Pléiades, et 畢 Bì, « le Filet [de chasse au lapin] », correspondant aux les Hyades.
Ces 2 宿 xiù sont à la base de 2 constellations (星官 xīng guān) déjà établies dans l’Antiquité chinoise et recensées dans le 石氏星经 Shí shì xīng jīn, « le Canon astral de Maître Shí », élaboré par l'école astronomique de Shi Shen (ca. 350 av. è. c.).
Sur cet espace, il faut ajouter une 3e constellation, 天廪 Tiān Lǐn, « les Nourritures célestes », correspondant au groupe ξο Tau, une étoile individuelle, 天關 Tiān Guān, « la Porte céleste », soit ζ Tau, et 五車五 Wŭ chē wǔ, soit la 5e étoile de 五車 Wŭchē, « les Cinq chariots » (β Tau = γ Aur), qui correspond, dans le ciel de l’UAI, à Auriga, sachant que toutes ces étoiles sont indiquées sur la Carte de Dunhuang (ca. 649-684).

## Observation des étoiles

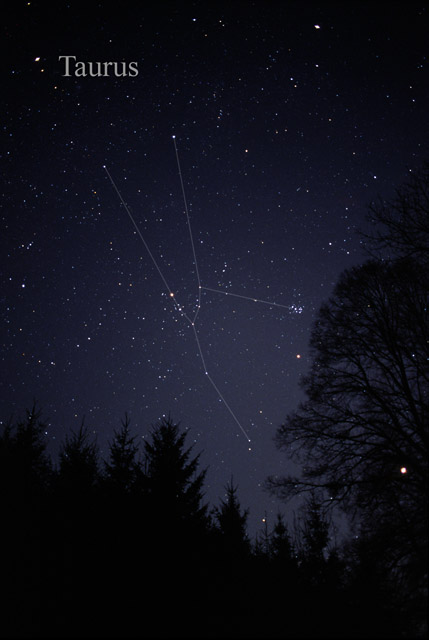
Constellation du Taureau.

Visibilité nocturne de la constellation.

## Étoiles principales

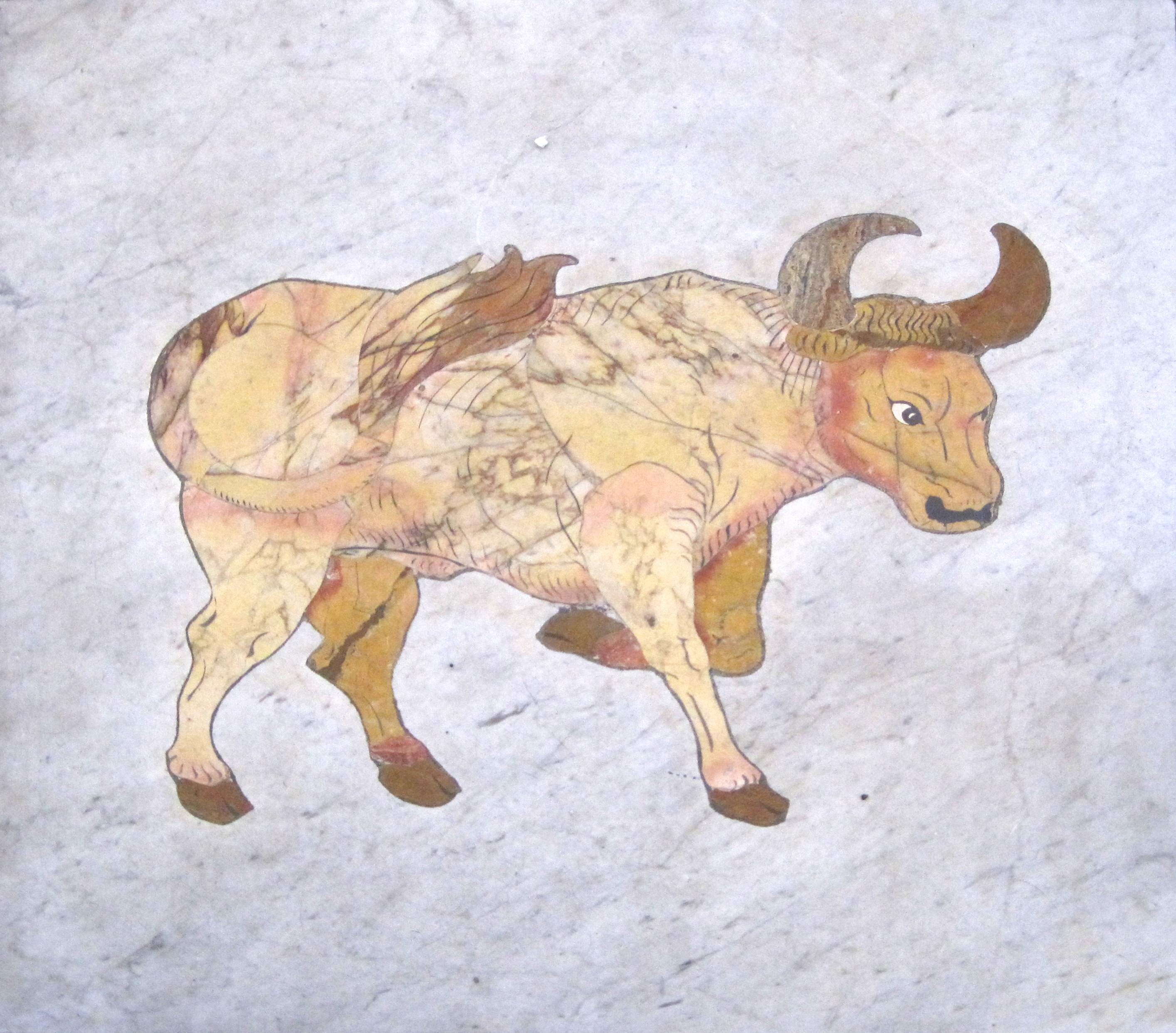
Signe zodiacal du Taureau ornant le méridienne de la basilique Sainte-Marie-des-Anges-et-des-Martyrs à Rome.